# Projekt 11770
Projekt 11770 (jinak též třída Serna) je třída rychlých výsadkových lodí ruského námořnictva. Celkem bylo postaveno šestnáct jednotek této třídy. Zahraničními uživateli třídy jsou Spojené arabské emiráty (SAE) a Estonsko.

## Stavba
Celkem bylo postaveno šestnáct jednotek této třídy, z toho dvanáct pro ruské námořnictvo a čtyři na export. Sedmnáctá jednotka nebyla dokončena. Patnáct člunů postavila loděnice SSZ Volga v Nižním Novgorodu a jeden loděnice Vostočnaja Verf ve Vladivostoku. Do služby byly přijaty v letech 1994–2014.
Jednotky projektu 11770:
| Jméno      | Provozovatel | Verze         | Loděnice        | Vstup do služby   | Status  |
| ---------- | ------------ | ------------- | --------------- | ----------------- | ------- |
| D-67       | Rusko        | Projekt 11770 | SSZ Volga       | 30. prosince 1994 | aktivní |
| D-156      | Rusko        | Projekt 11770 | SSZ Volga       | 29. prosince 1999 | aktivní |
| D-131      | Rusko        | Projekt 11770 | SSZ Volga       | 30. prosince 2002 | aktivní |
| D-172      | Rusko        | Projekt 11770 | SSZ Volga       | 27. prosince 2005 | aktivní |
| D-144      | Rusko        | Projekt 11770 | SSZ Volga       | 19. února 2008    | aktivní |
| D-56       | Rusko        | Projekt 11770 | SSZ Volga       | 30. prosince 2008 | aktivní |
| D-1441     | Rusko        | Projekt 11770 | SSZ Volga       | 26. prosince 2009 | aktivní |
| D-1442     | Rusko        | Projekt 11770 | SSZ Volga       | 26. prosince 2009 | aktivní |
|            | Rusko        | Projekt 11770 | SSZ Volga       | 10. července 2012 | aktivní |
|            | Rusko        | Projekt 11770 | SSZ Volga       | 29. května 2013   | aktivní |
| D-199      | Rusko        | Projekt 11770 | SSZ Volga       | 4. srpna 2014     | aktivní |
| D-107      | Rusko        | Projekt 11770 | Vostočnaja Verf | 4. června 2010    | aktivní |
|            | SAE          | Projekt 11771 | SSZ Volga       | 1994              | aktivní |
|            | SAE          | Projekt 11771 | SSZ Volga       | 1994              | aktivní |
|            | SAE          | Projekt 11771 | SSZ Volga       | 1994              | aktivní |
| Tiir (104) | Estonsko     | Projekt 11771 | SSZ Volga       | 1995              | aktivní |

## Konstrukce

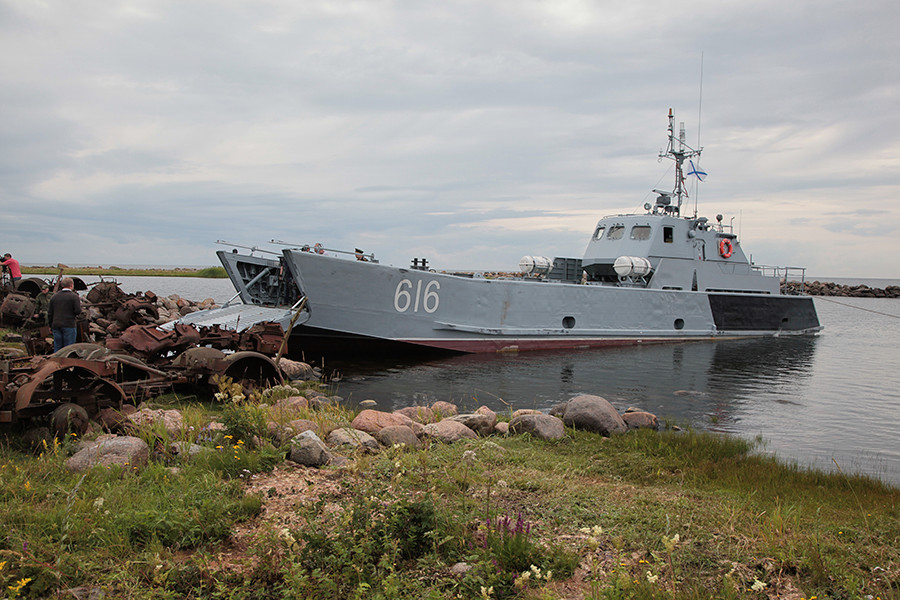
D-1442

Výsadkový člun unese jeden hlavní bitevní tank, nebo dvě obrněná vozidla řady BTR, nebo 92 vojáků, nebo padesát tun nákladu. Pohonný systém tvoří dva diesely M-503A-3 o celkovém výkonu 6600 hp (pět člunů pohání dva diesely MTU 16V 2000 M90 o celkovém výkonu 4000 hp. Nejvyšší rychlost dosahuje třicet uzlů. Dosah je 600 námořních mil při rychlosti dvanáct uzlů a sto námořních mil při rychlosti třicet uzlů.

## Služba
Po ruské invazi na Ukrajinu se výsadkové čluny Černomořského loďstva projektu 11770 zapojily do operací na podporu okupovaného Hadího ostrova. Ukrajinské ozbrojené síly proti nim nasadily bezpilotní letouny Bayraktar TB2. Dne 7. května 2022 byl dronem TB2 zničen výsadkový člun projektu 11770 přepravující protiletadlový systém Tor.
Dne 10. listopadu 2023 ukrajinská rozvědka uveřenila video zachycující úspěšný útok ukrajinských bezpilotních člunů na čluny třídy Serna na Ruskem okupovaném Krymu.

## Zahraniční uživatelé
Estonsko

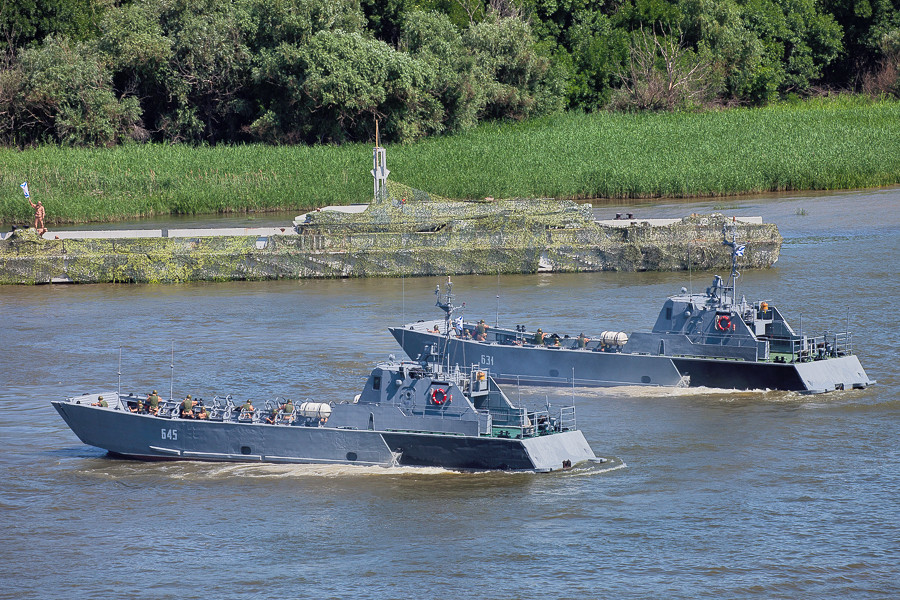
D-172 a D-131

- Estonské námořnictvo – V květnu 1995 dodán jeden člun Tiir (104) verze projekt 11771. Využíván k hlídkování. Výzbrojen jedním 14,5mm kulometem.[1]

 Spojené arabské emiráty
- Námořnictvo Spojených arabských emirátů – V letech 1994–1995 dodány tři čluny verze projekt 11771.[1]